# Etienne Ilegems
Etienne Ilegems (* 10. März 1963 in Niel, Antwerpen) ist ein ehemaliger belgischer Radrennfahrer und nationaler Meister im Radsport.

## Sportliche Laufbahn
Ilegems war Bahnradfahrer. 1978 gewann er den nationalen Titel im Punktefahren vor Patrick Lerno. 1979 kamen die Titel im Zweier-Mannschaftsfahren mit Guido Van Meel als Partner und in der Mannschaftsverfolgung mit Rudi Vanderveken, Guido Van Meel und Walter Huybrechts dazu. Den Mannschaftstitel holte er auch 1980 und 1981. Den Meistertitel Zweier-Mannschaftsfahren mit Guido Van Meel konnten beide 1980 verteidigen.

## Berufliches
Nach seiner aktiven Karriere wurde als Physiotherapeut tätig. Er betreute mehrfach Fahrer beim Berliner Sechstagerennen.

## Familiäres
Sein Bruder Roger Illegems und sein Sohn Ken Illegems waren ebenfalls als Radrennfahrer aktiv.